# Disclaimer
Disclaimer (česky vyloučení odpovědnosti či zřeknutí se odpovědnosti) je obecně jakékoli právně závazné prohlášení, jehož cílem je určit nebo vymezit rozsah práv a povinností vůči ostatním subjektům. Disclaimer se obvykle vztahuje na situace, které zahrnují určitou míru nejistoty nebo rizika. Často má formu upozornění určeného široké veřejnosti (nebo nějaké jiné skupině osob), aby se předešlo nepřiměřenému riziku poškození nebo zranění.
V českém právu však platí, že např. skryté vady věci jdou k tíži nabyvatele, jen pokud ji získá „jak stojí a leží“ (§ 1918 OZ). Jinak jej nelze předem zbavit jeho zákonných práv z vadného plnění (§ 1916 odst. 2 OZ). Obdobně se nepřihlíží k oznámení, že někdo předem vylučuje nebo omezuje svou odpovědnost za škodu, takové jednostranné prohlášení může být pouze varováním před nebezpečím (§ 2896 OZ). Typicky jde o oznámení návštěvníkům restaurace „Za odložené věci neručíme“, které je právně bezvýznamné. Varování před reálně hrozícím nebezpečím nicméně může vést k tomu, že neobezřetný poškozený si ponese svou škodu alespoň zčásti sám.